# Ceroplastes nakaharai
Ceroplastes nakaharai är en insektsart som beskrevs av Gimpel in Gimpel, Miller och Davidson 1974. Ceroplastes nakaharai ingår i släktet Ceroplastes och familjen skålsköldlöss. Inga underarter finns listade i Catalogue of Life.